# Parnassius tenedius
Espèce
Parnassius tenedius est une espèce d'insectes lépidoptères de la famille des Papilionidae, de la sous-famille des Parnassiinae et du genre Parnassius.

## Systématique
L'espèce Parnassius tenedius a été décrite par Eduard Friedrich von Eversmann en 1851.

## Liste des sous-espèces
- Parnassius tenedius britae Bryk, 1932
- Parnassius tenedius scepticus Bryk & Eisner, 1932
- Parnassius tenedius vulcanus Bryk & Eisner, 1932[1].

## Description
Parnassius tenedius est un papillon au corps poilu, aux ailes blanches suffusées de beige dans leur partie basale et le long du bord interne des ailes postérieures. Une ligne submarginale de chevrons marron est doublée d'une ligne de marques dont deux sont rouges cernées de noir aux ailes antérieures et aux ailes postérieures.

## Biologie
Parnassius tenedius vole entre mai et juillet suivant l'altitude.

### Plantes hôtes
Les plantes hôtes sont de sa chenille sont des Corydalis (Corydalis capnoides et Corydalis sibirica).

## Écologie et distribution
Parnassius tenedius est présent dans l'Altaï et la péninsule tchouktche, en Mongolie et le Nord de la Chine.

### Biotope
Parnassius tenedius réside en zone alpine entre 1 000 m et 2 500 m en lisière, dans les clairières et le long des routes.

### Protection
Pas de statut particulier.